# Thursday’s Children
Thursday’s Children ist ein britischer Dokumentar-Kurzfilm aus dem Jahr 1954. Die Regiearbeit von Lindsay Anderson und Guy Brenton wurde 1955 mit dem Oscar in der Kategorie „Bester Dokumentar-Kurzfilm“ ausgezeichnet.

## Handlung
Der Film handelt von den Kindern, die in Margate, Kent auf die Royal School for the Deaf (dt.: Königliche Schule für Taube) gehen. Die Kinder zwischen vier und sieben Jahren werden von der Kamera während des Unterrichts begleitet. Die Schüler lernen spielerisch, die nie gehörten Laute zu produzieren und diese mit Buchstaben zu verbinden. Mittels eines Ballons, den die Lehrerin an den Mund hält und dagegen spricht, während die Kinder die Hände darauf legen, erfahren sie, dass Sprache Vibrationen verursacht.
Eine weitere Übung für die Kinder ist es, kleine Spielzeugautos in Garagen zu pusten und eine Reihe von Tierfiguren umzublasen. Mittels seiner Atmung und eines Strohhalmes bringt eines der Kinder ein Spielzeugfigürchen auf einer Schaukel zum Schwingen. All diese Übungen sollen dazu dienen, die Kinder an Sprache heranzuführen. Die Freude ist groß, wenn es einem der Kinder gelingt, ein Wort zu bilden, auch dann, wenn es nicht auf sofort verständlich und korrekt ausgesprochen wird.

## Produktion, Hintergrund
Die von World Wide Pictures und Morse Films produzierte Dokumentation verzichtet mitunter völlig auf den Ton, so dass der Zuschauer ebenso wie die im Film gezeigten Kinder von den Lippen lesen muss und einen Eindruck vermittelt bekommt, wie es ist, taub zu sein. 1988 wurde Thursday's Children ins Programm des International Documentary Film Festivals in Amsterdam aufgenommen.
Während der Dreharbeiten zu Thursday's Children arbeitete Anderson zeitgleich an der ebenfalls in Margate gedrehten Dokumentation O, Dreamland über den dortigen Vergnügungspark.

## Kritik
Walter Goodman schrieb in der New York Times: „Lindsay Andersons Dokumentation von 1953 dauert nur 21 Minuten, von denen jede einen Kloß im Hals produziert oder das Herz springen lässt.“

## Auszeichnungen
Thursday's Children wurde 1955 mit dem Oscar als „Bester Dokumentar-Kurzfilm“ ausgezeichnet. Außerdem gewannen Anderson und Brenton den British Academy Film Award für die „Beste Dokumentation“.